# Салтыков, Николай Александрович
Никола́й Алекса́ндрович Салтыко́в (1886 — 19 августа 1927) — российский и советский актёр-трагик, режиссёр и сценарист.

## Биография
Родился в 1886 году. Актёрскую деятельность начал в 1903 году, играя театральные трагические роли в антрепризах К. Н. Незлобина в Риге. В 1906 году переехал в Харьков и играл в различных театрах вплоть до 1910 года. Начиная с 1911 года начал сниматься в кино. 
В 1919 году, во времена становления УССР, работал на одесской студии «Мирограф», одновременно основал кинофабрику «Киножизнь», писал сценарии, ставил фильмы как режиссёр. С 1921 по 1922 год работал в Москве, с 1923 по 1927 год — на студиях ВУФКУ в Ялте и Одессе. Из поставленных режиссёром полутора десятков фильмов не сохранился ни один, информация есть только об одном — «Рассказ о семи повешенных».
Скончался 19 августа 1927 года.
Был женат на Татьяне Владимировне Куницкой (1888—1966), актрисе кино. В этом браке родился сын Владимир.

## Фильмография

### Актёр
- 1911 — Песнь о вещем Олеге
- 1915 — Антихрист — Вильгельм II
- 1915 — Не вынесла позора — муж
- 1915 — Последний нынешний денёчек
- 1915 — Царь Иван Васильевич Грозный / Псковитянка — Михаил Туча, сын посадника
- 1916 — Бог правду видит, да не скоро скажет
- 1916 — Лихо одноглазое — Тихон Коростылёв, богатый купец
- 1916 — Не вынесла позора
- 1916 — Умер бедняга в больнице военной
- 1917 — Ах, зачем ты, злая доля, до Сибири довела…
- 1917 — Георгий Гапон — Георгий Гапон
- 1917 — Коробейники — Тит
- 1917 — Пан Твардовский — Твардовский-отец
- 1917 — Царские опричники — Дмитрий Павлович, великий князь
- 1918 — Ах ты, доля, злая доля…
- 1918 — Девушка моря
- 1918 — Деньги
- 1919 — Апостол — Григорий Сковорода
- 1919 — Будь проклят ты, разбивший мою жизнь! — старик Фридман
- 1919 — Саботажники
- 1920 — На заре
- 1920 — Рассказ о семи повешенных — Иван Янсен
- 1921 — Снова на земле — рабочий
- 1922 — От мрака к свету — отец, неграмотный рабочий
- 1923 — Хмель — Атаман Хмель
- 1923 — Помещик — Архаров, начальник охоты
- 1923 — Потоки — Саранчев
- 1923 — Канцлер и Слесарь — слесарь Франц Штарк
- 1924 — За чёрное золото (короткометражный) — Дмитро Забул, шахтёр
- 1924 — Лесной зверь — атаман Заболотный
- 1925 — Укразия — Галайда
- 1926 — Бухта смерти — машинист Сурков
- 1926 — Ветер — Василий Гулявин

### Режиссёр
- 1917 — Ах, зачем ты, злая доля, до Сибири довела…
- 1917 — Коробейники
- 1917 — Царские опричники
- 1918 — Ах ты, доля, злая доля…
- 1918 — Голгофа человеческих страданий
- 1918 — Рождённый от скорби и разврата
- 1919 — Апостол
- 1919 — Красные по белым (короткометражный)
- 1919 — Саботажники
- 1920 — Митька-бегунец
- 1920 — Польская шляхта (короткометражный)
- 1920 — Рассказ о семи повешенных
- 1922 — Голод и борьба с ним
- 1924 — Руки прочь от Китая (короткометражный)

### Сценарист
- 1918 — Ах ты, доля, злая доля…
- 1918 — Голгофа человеческих страданий
- 1919 — Апостол
- 1919 — Саботажники
- 1920 — Митька-бегунец
- 1920 — Польская шляхта (короткометражный)
- 1922 — Шведская спичка (короткометражный)
- 1926 — Ветер